# Calyptomyrmex rectopilosus
Calyptomyrmex rectopilosus is een mierensoort uit de onderfamilie van de Myrmicinae. De wetenschappelijke naam van de soort is voor het eerst geldig gepubliceerd in 1990 door Dlussky & Radchenko.